# بوتش ديفيس
بوتش ديفيس (بالإنجليزية: Butch Davis)‏ هو لاعب كرة قدم أمريكية أمريكي، ولد في 17 نوفمبر 1951 في تاهليكوا في الولايات المتحدة.

## وصلات خارجية
- بوتش ديفيس على موقع إن إن دي بي (الإنجليزية)